# Piala Indonesia
La Piala Indonesia es el torneo de copa de fútbol profesional a nivel de clubes de Indonesia creado en 1985, aunque su estatus oficial lo adquirió en el 2005. Actualmente no se disputa desde 2020 en parte debido a la pandemia de COVID-19, la falta de patrocinadores, la elección y factores geográficos.
Es organizada por la Asociación de Fútbol de Indonesia, la cual rebautizó el torneo entre 2005-2009 con el nombre Copa Indonesia, pero desde entonces tiene el nombre actual.
Tradicionalmente, en el torneo participan todos los equipos que pertenecen a la Liga Indonesia, ISL, IPD, IFD, ISD, y ITD.

## Era Amateur

### Piala Liga
| Temporada | Campeón                  | Finalista   | Resultado |
| --------- | ------------------------ | ----------- | --------- |
| 1985      | Arseto Solo              | Mercu Buana | 3-0       |
| 1986      | Makassar Utama           | Niac Mitra  |           |
| 1987      | Krama Yudha Tiga Berlian | Pelita Jaya | 2-0       |
| 1988      | Krama Yudha Tiga Berlian | Pelita Jaya |           |
| 1989      | Krama Yudha Tiga Berlian | Pelita Jaya | 2-1       |

### Piala Utama (Torneo amateur & semi-profesional)
Participaban los majores equipos de la Perserikatan y 4 equipos de la Galatama.
| Año     | Campeón            | Finalista      | Marcador | Referencia |
| ------- | ------------------ | -------------- | -------- | ---------- |
| 1989–90 | Persebaya Surabaya | Pelita Jaya    | 3-2      | [ 1 ]      |
| 1992    | Pelita Jaya        | Persib Bandung | 2-0      | [ 2 ]      |

### Piala Galatama (Torneo semi-profesional)
| Año  | Campeón         | Finalista    | Marcador | Referencia |
| ---- | --------------- | ------------ | -------- | ---------- |
| 1992 | Semen Padang FC | Arema Malang | 1-0      | [ 3 ]      |

## Era Profesional

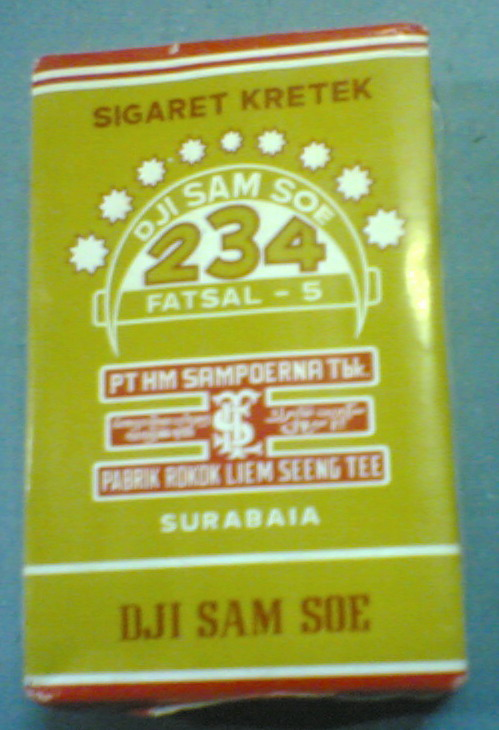
Dji Sam Soe 234, patrocinador de la Piala Indonesia entre 2005 y 2009

La PSSI inició la copa a nivel profesional en el año 2005. Se llamó Copa Indonesia presentada por Dji Sam Soe 234 entre 2005–2009 por razones de patrocinio. La Philip Morris International (Indonesia) patrocinaba la Piala Indonesia entre 2005 a 2009.

### Campeones
| Temporada | Campeón            | Resultado      | Finalista          | Estadio                       |
| --------- | ------------------ | -------------- | ------------------ | ----------------------------- |
| 2005      | Arema Malang       | 4–3            | Persija Jakarta    | Bung Karno Stadium, Yakarta   |
| 2006      | Arema Malang       | 2–0            | Persipura Jayapura | Delta Stadium, Sidoarjo       |
| 2007–08   | Sriwijaya FC       | 1–1 (3–0 pen.) | Persipura Jayapura | Bung Karno Stadium, Yakarta   |
| 2008–09   | Sriwijaya FC       | 1–0 (4–0 w.o.) | Persipura Jayapura | Jakabaring Stadium, Palembang |
| 2010      | Sriwijaya FC       | 2-1            | Arema Indonesia    | Manahan Stadium, Solo         |
| 2012      | Persibo Bojonegoro | 1-0            | Semen Padang FC    | Sultan Agung Stadium, Bantul  |
| 2018-19   |                    |                |                    | ,                             |

### Títulos por club
| Club               | Campeón | 2° | Años campeón     |
| ------------------ | ------- | -- | ---------------- |
| Sriwijaya FC       | 3       | -  | 2007, 2009, 2010 |
| Arema Malang       | 2       | 1  | 2005, 2006       |
| Persibo Bojonegoro | 1       | -  | 2012             |
| Persipura Jayapura | -       | 3  | -----            |
| Persija Jakarta    | -       | 1  | -----            |
| Semen Padang FC    | -       | 1  | -----            |

### Goleadores
| Año     | Jugador            | Club               | Goles |
| ------- | ------------------ | ------------------ | ----- |
| 2005    | Javier Roca        | Persegi Gianyar    | 11    |
| 2006    | Serge Emaleu       | Arema Malang       | 9     |
| 2007–08 | Alberto Goncalves  | Persipura Jayapura | 6     |
| 2008–09 | Samsul Arif        | Persibo Bojonegoro | 8     |
| 2008–09 | Pablo Frances      | Persijap Jepara    | 8     |
| 2010    | Christian González | Persib Bandung     | 10    |
| 2012    | Oliver Makor       | Persik Kediri      | 6     |

### Premio al mejor jugador
| Año     | Jugador               | Club               |
| ------- | --------------------- | ------------------ |
| 2005    | Firman Utina          | Arema Malang       |
| 2006    | Aris Budi Prasetyo    | Arema Malang       |
| 2007–08 | Bambang Pamungkas     | Persija Jakarta    |
| 2008–09 | Anoure Obiora Richard | Sriwijaya FC       |
| 2010    | Keith Gumbs           | Sriwijaya FC       |
| 2012    | Dian Irawan           | Persibo Bojonegoro |

## Patrocinadores
| Año          | Nombre          | Notas                |
| ------------ | --------------- | -------------------- |
| 2005 - ahora | P&G             | Título de Patrocinio |
| 2005–2009    | Dji Sam Soe 234 | Título de Patrocinio |
| 2010         | Panasonic       |                      |
| 2012         | Nike            |                      |